# Baltasar Torres
Baltasar Torres (Medina del Campo, 1518-Nápoles, 9 de mayo de 1561) fue un matemático, médico y jesuita español, conocido por haber sido el primer profesor de matemáticas del Collegio Romano.

## Biografía
Baltasar Torres estudió medicina y llegó a ser médico personal del virrey de Sicilia, Juan de Vega. En 1553 ingresó en la Compañía de Jesús, donde fue nombrado profesor de matemáticas en el Collegio Romano (actual Pontificia Universidad Gregoriana). En febrero de 1561 se trasladó a Nápoles por motivos de salud, donde murió poco después.
Durante su estancia en Sicilia, Torres fue discípulo de Francesco Maurolico, profesor de la Universidad de Mesina. También estableció una relación epistolar con Federico Commandino, de quien llegó a ser gran amigo. Entre 1557 y 1560 escribió dos propuestas sobre la enseñanza de las matemáticas en los colegio de la Compañía de Jesús, en las que posiblemente participó también Jerónimo Nadal.